# Nouzerolles
 Nouzerolles  es una localidad y comuna de Francia, en la región de Lemosín, departamento de Creuse, en el distrito de Guéret y cantón de Bonnat.
Su población en el censo de 1999 era de 100 habitantes.
Está integrada en la Communauté de communes du Pays Dunois.

## Demografía
| 162 | 196 | 176 | 139 | 111 | 100 |
| Para los censos de 1962 a 1999 la población legal corresponde a la población sin duplicidades (Fuente: INSEE [Consultar]) |     |     |     |     |     |